# Español andino
El español andino o castellano andino (conocido en Argentina como norteño, en Colombia como pastuso, y en Ecuador y Perú como serrano) es un dialecto del idioma español hablado en los Andes centrales, desde el suroccidente de Colombia (nudo de los Pastos), pasando por la región andina de Ecuador, Perú, el noroeste de Chile, el occidente de Bolivia, hasta el noroeste argentino. Tiene influencias mayormente del castellano clásico y del quechua, el aimara y otras lenguas autóctonas.

## Características fonológicas
- Como en todas las variantes del español americano existe seseo por lo que palabras como: cocer y coser suenan igual. No obstante, en algunas zonas aisladas de los Andes de Perú se pronuncia el sonido interdental /θ/ en algunas palabras, sobre todo algunos números, como doce, trece.
- En el español andino nunca se aspira o debilita la /s/ en ninguna posición, excepto en gran parte del noroeste argentino y el norte chileno; además la /s/ veces se pronuncia apical en lugar de laminal en el Altiplano (Andes centrales) de Perú y Bolivia, por contacto entre los dialectos septentrionales del español de España y el quechua clásico.
- En la variante ecuatoriana, esta fricativa alveolar sorda al final de sílaba se convierte en sonora /z/ si la consonante siguiente es también sonora, o si la palabra que sigue empieza con vocal, lo cual convierte a este acento en el único que aún no ha completado por completo el reajuste de las sibilantes del idioma español. Este hecho se nota aún más en la variante hablada en la ciudad de Cuenca, en dónde el fonema /z/ se mantiene hasta entre prefijos que terminan en /s/ y sufijos que comienzan en vocal, como es el caso de palabras como "bisabuelo" y "desayuno". En la variante peruana se palatiza ante /i/.
- La /n/ final es velar en la mayoría de Bolivia, y todo el Ecuador y Perú mientras que es alveolar en Argentina, Chile y Colombia.
- En el área occidental de Bolivia, en los extremos occidentales del noroeste argentino, algunas ciudades de Colombia, Ecuador y Perú como Pasto, Tulcán, Cuenca, Loja, Cajamarca y Arequipa se distingue ll [ʎ] con y [ʝ], lo que convierte a la región en la menos yeista de América. En la zona central del Ecuador, históricamente se ha distinguido ll [ʒ] con y [ʝ]. Sin embargo, el yeísmo va en aumento en las clases altas de ciudades como Quito e Ibarra.
- Se asibilan las erres como una fricativa retrofleja sonora, en los grupos rr /r/→[ʐ] y tr→[ʐ]. Esto es considerado 'culto' en el noroeste argentino, las ciudades de Cuenca y Riobamba en Ecuador y el occidente de Bolivia; en este último y en el sur fronterizo del Perú, suele ser singular debido a que es muy marcado y sonante a una fricativa alveolar sonora [z]. En Perú se puede apreciar en la sierra norte y central, aunque en la sierra sur va en retroceso; también está presente en las zonas periféricas de la capital Lima (denominados «conos») por la inmigración de población desde zonas andinas. En Ecuador, se da históricamente en todas las provincias de la sierra, pero se encuentra en retroceso en ciudades como Quito, Ibarra y Loja.
- La jota tiene un sonido mucho más fuerte que en el Caribe, articulada como una fricativa velar sorda, similar a México o Argentina, aunque no se presenta el alófono uvular de España.
- En algunas zonas la /f/ se articula como fricativa bilabial sorda [ɸ], la misma que por agregársele una /w/ epeténtica se suele confundir con /x/.
- En algunos hablantes se da el ensordecimiento vocálico dándole énfasis a las consonantes con debilitamiento de las vocales, sobre todo en las sílabas átonas como en algunos hablantes en México.
- Se suelen confundir las vocales /e/ con /i/ y /o/ con /u/, influencia del sistema trivocálico del quechua y del aimara, sobre todo en hablantes indígenas de Bolivia, Ecuador y Perú. Este fenómeno (motosidad) solo sucede en áreas rurales dispersas donde la lengua materna aún sigue siendo la indígena originaria.
- La acentuación es, o tiende a ser, paroxítona o grave, con énfasis en la penúltima sílaba.
- El voseo es común en Ecuador, Colombia, Argentina, Bolivia y Chile, con sus variantes habladas o escritas. En Perú se encuentra únicamente en ciudades como Cajamarca y Arequipa.

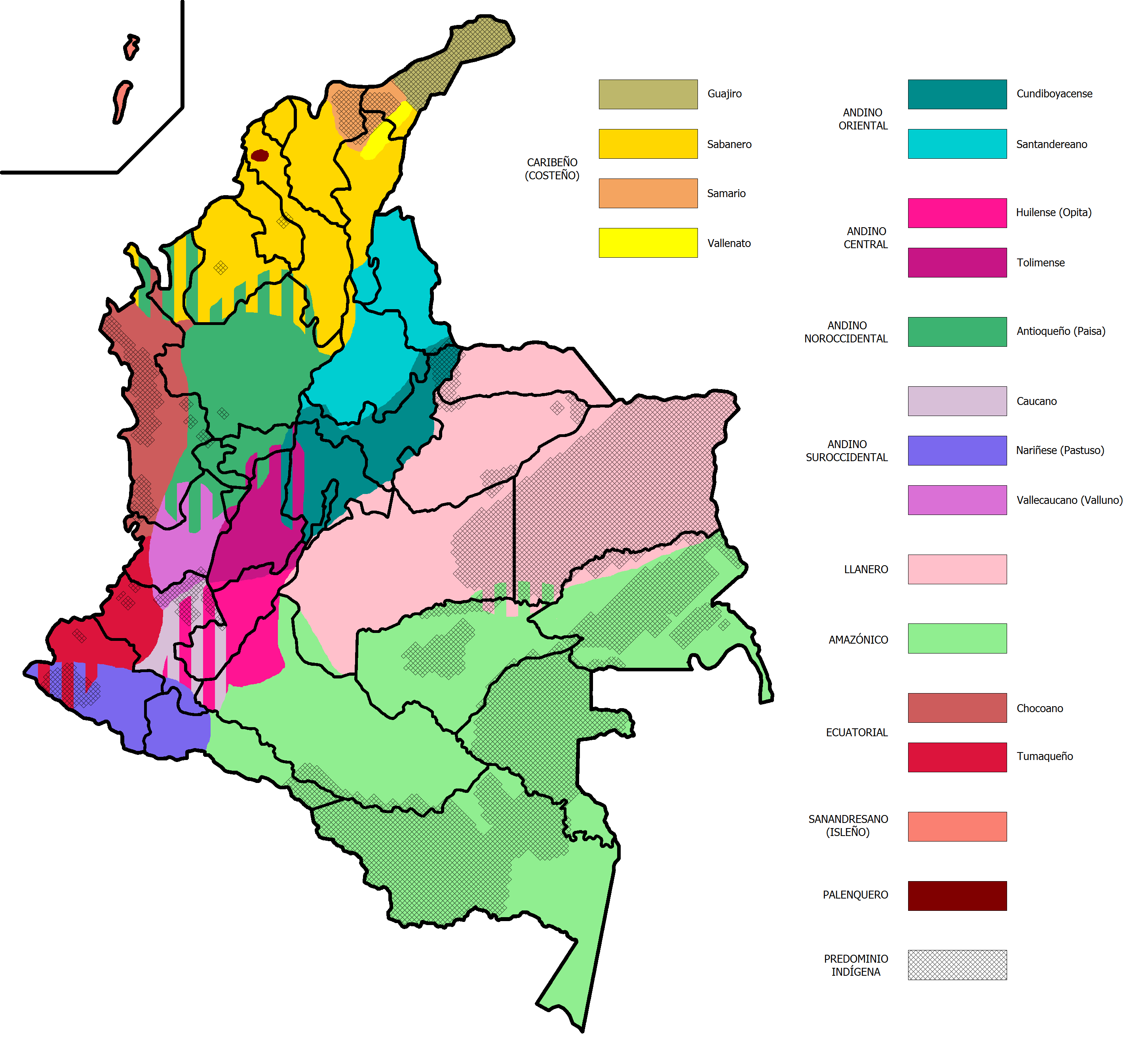
Dialectos de Colombia.
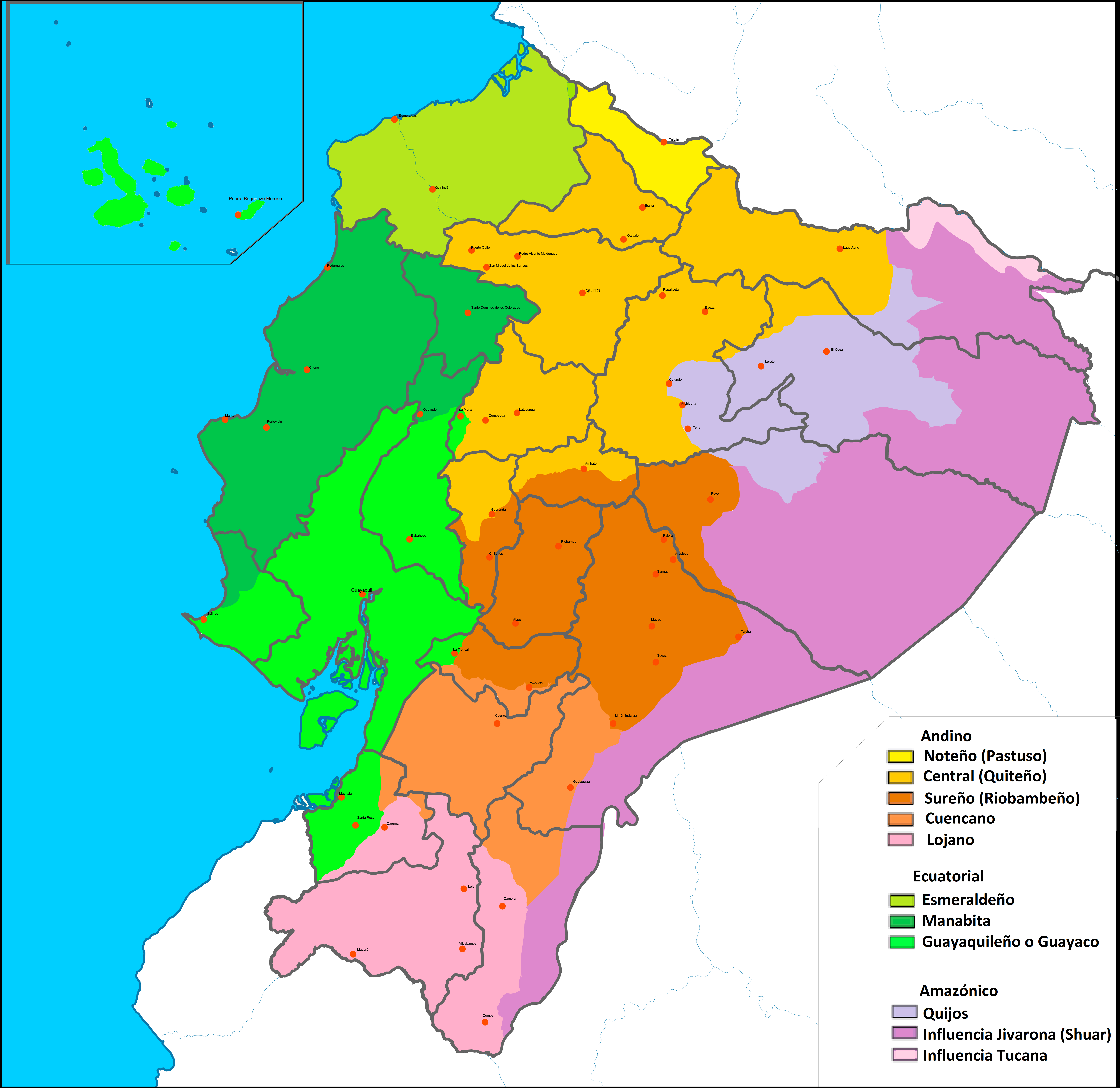
Dialectos de Ecuador.
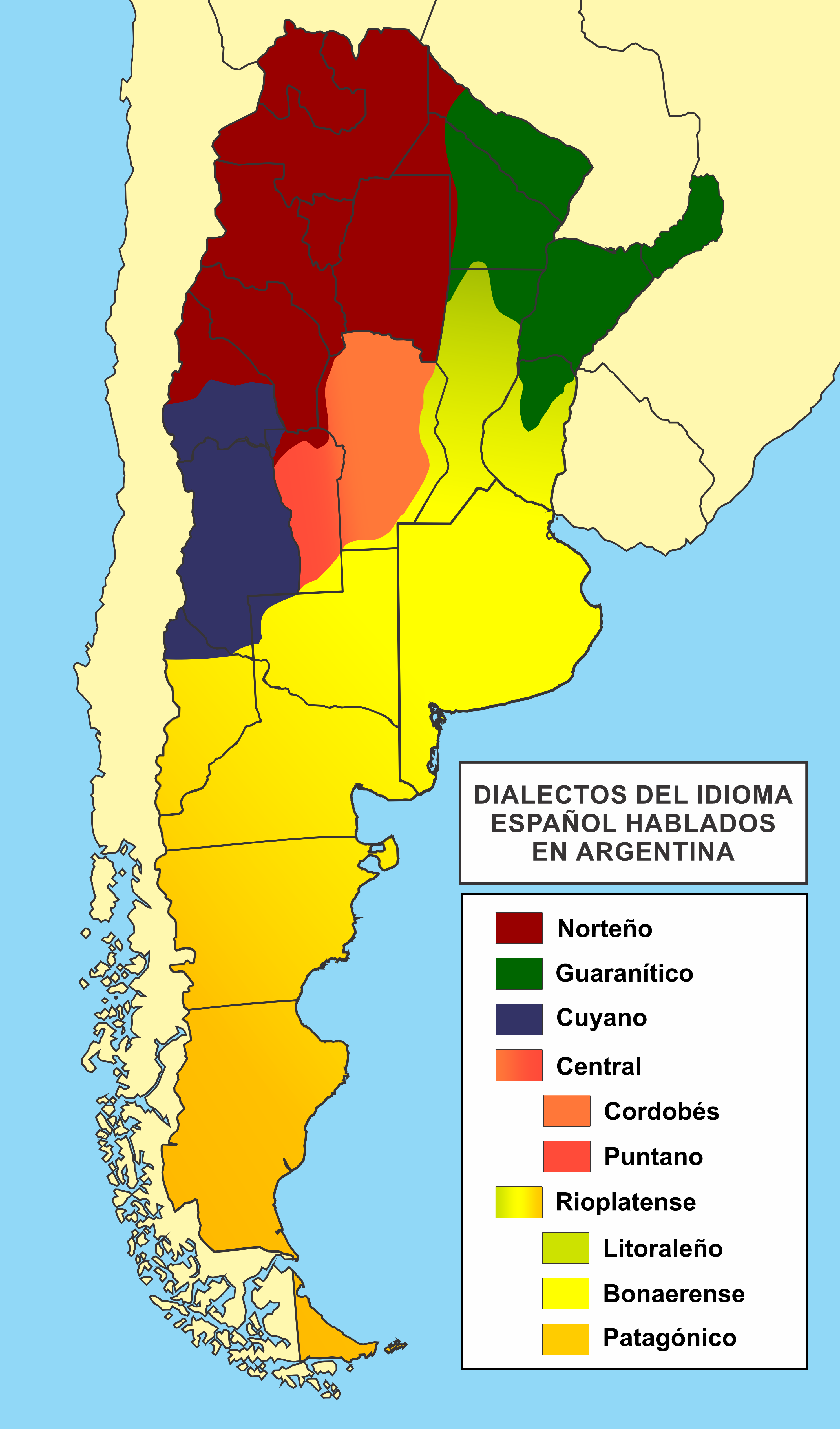
Dialectos de Argentina.

## Aspectos gramaticales
En la región andina se hace uso extensivo y constante de:
- El pretérito compuesto y, en ocasiones, el pluscuamperfecto, así como el gerundio.
- El clítico “lo” como dativo y acusativo, singular y plural, y a veces (sobre todo en Perú) masculino y femenino (excepto en el habla ecuatoriana donde, por el contrario, hay leísmo similar al dialecto castellano y en el sur de Colombia donde no se da ninguno de estos fenómenos).
- Los pronombres posesivos.
- En áreas rurales o semiurbanas se suele calcar la construcción del quechua o aimara, utilizándose la tipologia lingüística SOV Ejemplo: A su casa de Jacinta me estoy yendo.
- En gran parte de los países donde se practica se utiliza preponderantemente el tuteo y muy poco el voseo. En Pasto predomina el voseo con una similitud al voseo chileno. En los Andes ecuatorianos el voseo ha ido progresivamente en regresión, aunque aún se emplea el pronombre vos con las formas verbales de tú en registros informales similar a los extremos occidentales del noroeste de Argentina (vos tienes); esto pasa también en los andes bolivianos, aunque en este predomina el tuteo, ya que el voseo no suele ser usado, aunque suele usarse en algunos casos en el ámbito informal. En los Andes peruanos el voseo es casi totalmente desconocido.